# Elezioni regionali in Abruzzo del 2005
Le elezioni regionali del 2005 in Abruzzo si sono tenute il 3 e 4 aprile, contestualmente alla tornata indetta per altre tredici regioni italiane.
Ottaviano Del Turco, esponente dei Socialisti Democratici Italiani, candidato dell'Unione è stato eletto presidente dell'Abruzzo col 58,24%, diventando il secondo presidente dell'Abruzzo appoggiato da una coalizione di Centro-sinistra nella Seconda Repubblica dopo Antonio Falconio. L'uscente Giovanni Pace, membro di Alleanza Nazionale, appoggiato dalla Casa delle Libertà non è stato riconfermato, raccogliendo il 40,65% dei voti validi. Terzo candidato è stato Fabrizio Bosio, appoggiato da Alternativa Sociale, che ha ottenuto l'1,11%.
Tra le liste, i Democratici di Sinistra sono stati il primo partito della regione con il 18,60% dei voti, seguiti dalla Margherita (16,73%), Forza Italia (15,99%) e Alleanza Nazionale (11,19%). Le altre formazioni ammesse al Consiglio regionale dell'Abruzzo sono state l'Unione di Centro (8,42%), i Socialisti Democratici Italiani (5,21%), Rifondazione Comunista (4,91%), i Popolari UDEUR (4,73%), i Comunisti Italiani (2,95%), la Democrazia Cristiana per le Autonomie (2,79%), l'Italia dei Valori (2,45%) e la Federazione dei Verdi (2,01%).
Su 1.203.882 elettori abruzzesi, hanno votato in 825.661, cioè il 68,59% degli aventi diritto.

## Legge elettorale
Le elezioni regionali in Abruzzo del 2005 sono state disciplinate dalla normativa nazionale, la Legge Tatarella, valida per tutte le regioni a statuto ordinario.

### Sistema elettorale
Sia il Presidente della Regione sia i membri del Consiglio regionale erano eletti a suffragio universale.
È stato eletto presidente il candidato che ha ottenuto il maggior numero di voti a livello regionale. Qualora non avesse ottenuto il 60% delle preferenze in tutta la regione, la lista o la coalizione vincitrice otteneva un premio di maggioranza, che prevedeva l'elezione dei componenti del listino regionale, collegato al presidente eletto. In particolare, questi seggi scattavano in modalità diverse, a seconda della percentuale ottenuta dal vincitore:
- Se la coalizione aveva raccolto meno del 50% dei voti validi, scattavano tutti e 7 i seggi del listino, più il presidente eletto[2].
- Se la coalizione aveva ottenuto tra il 50% e il 60%, il premio subiva una riduzione, prevedendo 5 seggi destinati al listino regionale vincente e 3 seggi di quello perdente[2].

L'elezione dei consiglieri regionali, invece, avveniva sulla base della competizione tra liste presentate nelle quattro circoscrizioni abruzzesi, corrispondenti alle quattro province della regione. L'attribuzione dei 32 seggi (cioè l'80% previsto dalla legge) avveniva secondo un sistema proporzionale e il metodo D'Hondt.

### Modalità di voto
Le due cariche venivano votate su una singola. Erano possibili le seguenti modalità di voto:
- Voto al solo candidato presidente[2].
- Voto al candidato presidente e ad una lista circoscrizionale[2]. In questa circostanza era ammesso anche il voto disgiunto, che prevedeva la scelta di un candidato presidente e di una lista non collegata ad esso[2]. Inoltre, si poteva esprimere una preferenza per un candidato, indicandone il cognome[2].
- Voto alla sola lista circoscrizionale, che si considerava esteso anche al candidato presidente collegato[2]. Anche in questo caso si poteva esprimere una preferenza[2].

## Candidati e liste
Alle elezioni sono stati ammessi 3 candidati presidente e 17 liste.
 L'Unione 
La coalizione di Centro-sinistra era stata formata dai partiti che avevano aderito al progetto de L'Unione, lanciata da Romano Prodi nel febbraio 2005. Erano state, pertanto, presentate 9 liste, tutte riconducibili a formazioni politiche: i Democratici di Sinistra, La Margherita, i Socialisti Democratici Italiani, Rifondazione Comunista, i Comunisti Italiani, l'Italia dei Valori, la Federazione dei Verdi, i Popolari UDEUR e il Partito Socialista Democratico Italiano.
Come candidato presidente era stato scelto Ottaviano Del Turco, esponente dei Socialisti Democratici Italiani con un passato da ministro delle Finanze e da segretario del Partito Socialista Italiano. La sua discesa in campo venne ufficializzata il 19 gennaio 2005. Prima di Del Turco, erano state ipotizzate le candidature di altri quattro personaggi: Gianni Melilla, Giovanni Legnini, il parlamentare Franco Marini e dell'allora sindaco di Pescara Luciano D'Alfonso (poi diventato presidente nel 2014), che, poi, ha rinunciato.
 Casa delle Libertà 
Come alle elezioni regionali del 2000, la coalizione di Centro-destra si era riunito nello schieramento della Casa delle Libertà, raccogliendo sei liste riconducibili ai partiti nazionali e una lista civica: Forza Italia, Alleanza Nazionale, Unione di Centro, Democrazia Cristiana per le Autonomie, Movimento Idea Sociale, Repubblicani socialisti liberali (in cui erano racchiusi il Partito Repubblicano Italiano, il Partito Liberale Italiano e il Nuovo PSI) e i Moderati e Riformisti per l'Abruzzo.
Come candidato presidente venne scelto il presidente uscente Giovanni Pace, la cui corsa è stata ufficializzata l'8 gennaio 2005. Anche il senatore Rocco Salini, già presidente della Regione dal 1990 al 1992, aveva manifestato l'intenzione di candidarsi, ufficializzando la discesa in campo con il Terzo Polo a metà febbraio, ottenendo l'appoggio anche della lista Alta Velocità. Una settimana più tardi, però, Salini ha ritirato la candidatura, formando la lista Moderati e riformisti per l'Abruzzo, sempre a sostegno di Giovanni Pace.
 Alternativa Sociale 
Come nelle altre regioni, alcune formazioni dell'estrema destra, tra cui Fiamma Tricolore, Libertà d'Azione, Fronte Nazionale e Forza Nuova, hanno aderito al progetto Alternativa Sociale, lanciato dalla parlamentare Alessandra Mussolini. Il candidato alla presidenza della Regione è stato Fabrizio Bosio.
 Candidati non ammessi 
Due candidati non sono stati ammessi alla competizione per insufficienza delle firme presentate: Elio Di Matteo alla testa della lista Democratici Cristiani Uniti e Salvatore Marino della Lega Sud Ausonia.

## Risultati
|                                                                 | Ottaviano Del Turco (L'Unione Abruzzo) ✔️ Presidente            | 446 407                                                         | 58,24 | Democratici di Sinistra | 136 430 | 18,60 | 6  |  |  |
| Democrazia è Libertà - La Margherita                            | Ottaviano Del Turco (L'Unione Abruzzo) ✔️ Presidente            | 446 407                                                         | 58,24 | 122 764                 | 16,73   | 6     |    |  |  |
| Socialisti Democratici Italiani                                 | Ottaviano Del Turco (L'Unione Abruzzo) ✔️ Presidente            | 446 407                                                         | 58,24 | 38 221                  | 5,21    | 2     |    |  |  |
| Partito della Rifondazione Comunista                            | Ottaviano Del Turco (L'Unione Abruzzo) ✔️ Presidente            | 446 407                                                         | 58,24 | 36 008                  | 4,91    | 1     |    |  |  |
| Popolari UDEUR                                                  | Ottaviano Del Turco (L'Unione Abruzzo) ✔️ Presidente            | 446 407                                                         | 58,24 | 34 735                  | 4,73    | 1     |    |  |  |
| Partito dei Comunisti Italiani                                  | Ottaviano Del Turco (L'Unione Abruzzo) ✔️ Presidente            | 446 407                                                         | 58,24 | 21 641                  | 2,95    | 1     |    |  |  |
| Italia dei Valori                                               | Ottaviano Del Turco (L'Unione Abruzzo) ✔️ Presidente            | 446 407                                                         | 58,24 | 17 982                  | 2,45    | 1     |    |  |  |
| Federazione dei Verdi                                           | Ottaviano Del Turco (L'Unione Abruzzo) ✔️ Presidente            | 446 407                                                         | 58,24 | 14 728                  | 2,01    | 1     |    |  |  |
| Partito Socialista Democratico Italiano                         | Ottaviano Del Turco (L'Unione Abruzzo) ✔️ Presidente            | 446 407                                                         | 58,24 | 2 346                   | 0,32    | –     |    |  |  |
| Seggi assegnati alla lista regionale                            | Seggi assegnati alla lista regionale                            | Seggi assegnati alla lista regionale                            | 58,24 | 8                       |         |       |    |  |  |
|                                                                 | Giovanni Pace (Per l'Abruzzo)                                   | 311 547                                                         | 40,65 | Forza Italia            | 117 287 | 15,99 | 5  |  |  |
| Alleanza Nazionale                                              | Giovanni Pace (Per l'Abruzzo)                                   | 311 547                                                         | 40,65 | 82 068                  | 11,19   | 3     |    |  |  |
| Unione dei Democratici Cristiani e di Centro                    | Giovanni Pace (Per l'Abruzzo)                                   | 311 547                                                         | 40,65 | 61 761                  | 8,42    | 3     |    |  |  |
| Democrazia Cristiana                                            | Giovanni Pace (Per l'Abruzzo)                                   | 311 547                                                         | 40,65 | 20 462                  | 2,79    | 1     |    |  |  |
| Moderati e Riformisti per l'Abruzzo                             | Giovanni Pace (Per l'Abruzzo)                                   | 311 547                                                         | 40,65 | 8 509                   | 1,16    | –     |    |  |  |
| Repubblicani Socialisti Liberali (PRI - Nuovo PSI - PLI)        | Giovanni Pace (Per l'Abruzzo)                                   | 311 547                                                         | 40,65 | 7 035                   | 0,96    | –     |    |  |  |
| Movimento Idea Sociale                                          | Giovanni Pace (Per l'Abruzzo)                                   | 311 547                                                         | 40,65 | 5 213                   | 0,71    | –     |    |  |  |
| Seggio assegnato al candidato presidente classificatosi secondo | Seggio assegnato al candidato presidente classificatosi secondo | Seggio assegnato al candidato presidente classificatosi secondo | 40,65 | 1                       |         |       |    |  |  |
|                                                                 | Fabrizio Bosio                                                  | 8 517                                                           | 1,11  | Alternativa Sociale     | 6 468   | 0,88  | –  |  |  |
| Totale                                                          | Totale                                                          | 766 471                                                         | 100   |                         | 733 658 | 100   | 40 |  |  |
|                                                                 |                                                                 |                                                                 |       |                         |         |       |    |  |  |
| Schede bianche                                                  | Schede bianche                                                  | 15 144                                                          | 1,83  |                         |         |       |    |  |  |
| Schede nulle                                                    | Schede nulle                                                    | 44 046                                                          | 5,33  |                         |         |       |    |  |  |
| Votanti                                                         | Votanti                                                         | 825 661                                                         | 68,59 |                         |         |       |    |  |  |
| Elettori                                                        | Elettori                                                        | 1 203 802                                                       |       |                         |         |       |    |  |  |

## Composizione del Consiglio regionale
| Liste             | Liste                                 | Liste   | Liste      |
| Gruppi consiliari | Gruppi consiliari                     | Seggi   | Differenza |
| ----------------- | ------------------------------------- | ------- | ---------- |
|                   | Socialisti Democratici Italiani       | 1 / 40  | Stabile    |
|                   | Comunisti Italiani                    | 1 / 40  | Stabile    |
|                   | Rifondazione Comunista                | 1 / 40  | Stabile    |
|                   | Listino L'Unione Abruzzo              | 8 / 40  | 7          |
|                   | Democratici di Sinistra               | 6 / 40  | 1          |
|                   | La Margherita                         | 6 / 40  | 1          |
|                   | Popolari UDEUR                        | 1 / 40  | Stabile    |
|                   | Italia dei Valori                     | 1 / 40  | 1          |
|                   | Federazione dei Verdi                 | 1 / 40  | 1          |
|                   | Unione di Centro                      | 3 / 40  | 1          |
|                   | Democrazia Cristiana per le Autonomie | 1 / 40  | 1          |
|                   | Forza Italia                          | 5 / 40  | 3          |
|                   | Listino - Per l'Abruzzo               | 1 / 40  | 7          |
|                   | Alleanza Nazionale                    | 3 / 40  | 2          |
| Coalizioni        |                                       |         |            |
|                   | Coalizione di Centro-sinistra         | 27 / 40 | 10         |
|                   | Coalizione di Centro-destra           | 13 / 40 | 13         |
| Totale            | Totale                                | 40 / 40 |            |

1. ↑  Differenza calcolata aggregando i seggi del Partito Popolare Italiano e de I Democratici
2. ↑  Differenza calcolata aggregando i seggi dei Cristiani Democratici Uniti e Centro Cristiano Democratico

## Candidati eletti
| Nome                                    | Lista                                | Circoscrizione | Preferenze |
| --------------------------------------- | ------------------------------------ | -------------- | ---------- |
| Ottaviano Del Turco (eletto Presidente) | Listino "L'Unione Abruzzo"           | Nessuna        | Nessuna    |
| Stefania Misticoni                      | Listino "L'Unione Abruzzo"           | Nessuna        | Nessuna    |
| Annamaria Fracassi Bozzi                | Listino "L'Unione Abruzzo"           | Nessuna        | Nessuna    |
| Daniela Santroni                        | Listino "L'Unione Abruzzo"           | Nessuna        | Nessuna    |
| Bruno Gianfranco Evangelista            | Listino "L'Unione Abruzzo"           | Nessuna        | Nessuna    |
| Maria Rosaria La Morgia                 | Listino "L'Unione Abruzzo"           | Nessuna        | Nessuna    |
| Valentina Bianchi                       | Listino "L'Unione Abruzzo"           | Nessuna        | Nessuna    |
| Liberato Aceto                          | Listino "L'Unione Abruzzo"           | Nessuna        | Nessuna    |
| Franco Caramanico                       | Democratici di Sinistra              | Chieti         | 5.143      |
| Antonella Bosco                         | Democratici di Sinistra              | Chieti         | 3.662      |
| Giovanni D'Amico                        | Democratici di Sinistra              | L'Aquila       | 5.576      |
| Bartolomeo Donato Di Matteo             | Democratici di Sinistra              | Pescara        | 11.904     |
| Marco Verticelli                        | Democratici di Sinistra              | Teramo         | 9.331      |
| Augusto Di Stanislao                    | Democratici di Sinistra              | Teramo         | 6.877      |
| Camillo D'Alessandro                    | Democrazia è Libertà - La Margherita | Chieti         | 6.299      |
| Marcello Antonio Boschetti              | Democrazia è Libertà - La Margherita | Chieti         | 5.051      |
| Antonio Verini                          | Democrazia è Libertà - La Margherita | L'Aquila       | 8.377      |
| Marino Roselli                          | Democrazia è Libertà - La Margherita | Pescara        | 15.730     |
| Maurizio Teodoro                        | Democrazia è Libertà - La Margherita | Pescara        | 8.567      |
| Tommaso Ginoble                         | Democrazia è Libertà - La Margherita | Teramo         | 11.549     |
| Camillo Cesarone                        | Socialisti Democratici Italiani      | Chieti         | 2.785      |
| Orlando Nicola Pisegna                  | Socialisti Democratici Italiani      | L'Aquila       | 4.761      |
| Angelo Orlando                          | Rifondazione Comunista               | Chieti         | 2.478      |
| Angelo Di Paolo                         | UDEUR Popolari                       | L'Aquila       | 3.342      |
| Antonio Macera                          | Comunisti Italiani                   | Teramo         | 1.837      |
| Alfonso Mascitelli                      | L'Italia dei Valori                  | Chieti         | 1.824      |
| Walter Caporale                         | Federazione dei Verdi                | Chieti         | 1.407      |
| Giovanni Pace (candidato presidente)    | Listino "Per l'Abruzzo"              |                |            |
| Giuseppe Tagliente                      | Forza Italia                         | Chieti         | 3.907      |
| Daniela Stati                           | Forza Italia                         | L'Aquila       | 6.803      |
| Vito Domenici                           | Forza Italia                         | L'Aquila       | 5.666      |
| Nazario Pagano                          | Forza Italia                         | Pescara        | 5.886      |
| Paolo Tancredi                          | Forza Italia                         | Teramo         | 8.251      |
| Fabrizio Di Stefano                     | Alleanza Nazionale                   | Chieti         | 6.719      |
| Alfredo Castiglione                     | Alleanza Nazionale                   | Pescara        | 9.239      |
| Benigno D'Orazio                        | Alleanza Nazionale                   | Teramo         | 5.227      |
| Mario Amicone                           | Unione di Centro                     | Chieti         | 6.871      |
| Giorgio De Matteis                      | Unione di Centro                     | L'Aquila       | 7.560      |
| Claudio Di Bartolomeo                   | Unione di Centro                     | Teramo         | 3.230      |
| Bruno Mario Di Paolo                    | Democrazia Cristiana                 | Chieti         | 2.045      |

## Analisi del voto

### Rapporto tra voto di lista e voto al presidente
Sia in termini di voto al presidente sia in quelli di voto alle liste, L'Unione ha superato la Casa delle Libertà. Nel primo caso, però, il margine di vantaggio si è rivelato più ampio del secondo: Ottaviano Del Turco ha, infatti, ottenuto 134.860 preferenze in più di Giovanni Pace (un distacco del 17,59%), mentre la coalizione dell'Unione ha superato la Casa delle Libertà di 122.520 voti, ossia una differenza di 16,70%.
| Candidato presidente           | Voti al candidato | Voti alle liste | Differenza |
| ------------------------------ | ----------------- | --------------- | ---------- |
| Ottaviano Del Turco (L'Unione) | 446.407           | 424.855         | 21.552     |
| Giovanni Pace (CdL)            | 311.547           | 302.335         | 9.212      |
| Fabrizio Bosio (AS)            | 8.517             | 6.468           | 2.049      |

La differenza sopra esposta è possibile perché, come dimostrato dalla tabella riepilogativa, Ottaviano Del Turco ha ottenuto più voti rispetto alla coalizione (21.552 pari al 4,82% in più) di quanti ne abbiano raccolti sia Giovanni Pace (9.212, cioè il 2,95% in più) e Fabrizio Bosio (2.049, ossia il 24,05% in più).

### Trend di voto
Rispetto alle precedenti elezioni, il presidente uscente Giovanni Pace ha perso 70.806 voti, scendendo dal 49,26% di cinque anni prima al 40,65%, per una differenza di 8,61 punti. Ottaviano Del Turco, invece, è andato meglio del candidato presidente per L'Ulivo del 2000, Antonio Falconio: il neoeletto presidente ha, infatti, guadagnato 67.668 voti, crescendo di 9,44 punti percentuali, essendo passato dal 48,80% di cinque anni prima al 58,24% del 2005.
| Lista                                        | Differenza % con 2000 | Differenza Seggi |
| -------------------------------------------- | --------------------- | ---------------- |
| Democratici di Sinistra                      | 1,51                  | 1                |
| La Margherita                                | 2,05                  | 1                |
| Socialisti Democratici Italiani              | 0,64                  | 1                |
| Rifondazione Comunista                       | 0,63                  | Stabile          |
| Comunisti Italiani                           | 0,83                  | Stabile          |
| Popolari UDEUR                               | 3,02                  | Stabile          |
| Federazione dei Verdi                        | 0,37                  | 1                |
| Forza Italia                                 | 3,21                  | 3                |
| Alleanza Nazionale                           | 1,52                  | 2                |
| Unione dei Democratici Cristiani e di Centro | 2,44                  | 1                |

In termini di voto alle liste, rispetto al 2000, la Casa delle Libertà ha perso 62.441 voti e 8,64 punti, mentre L'Unione ha guadagnato 61.137 preferenze e 8,80 punti.
Tra le liste già presenti nelle precedenti elezioni, le formazioni dell'Unione sono state quelle che hanno migliorato i risultati. In termini di percentuali, a crescere maggiormente sono stati due dei partiti più moderati della coalizione: pur rimanendo stabile in termini di seggi, i Popolari UDEUR sono passati dal 1,71% al 4,73% (cioè +3,02), mentre La Margherita ha guadagnato uno scranno in più, prendendo 2,05 punti in più rispetto a quanto totalizzato complessivamente dal Partito Popolare Italiano e I Democratici nel 2000. Nonostante una crescita più contenuta (+0,37 punti), la Federazione dei Verdi si è aggiudicata un seggio in più rispetto alle precedenti elezioni, mentre i Socialisti Democratici Italiani ne hanno perso uno benché abbiano guadagnato 0,63 punti. Le formazioni più a sinistra della coalizione, Rifondazione Comunista e i Comunisti Italiani, hanno accresciuto il loro bacino elettorale (rispettivamente +0,63 e +0,83) ma hanno mantenuto uguale il numero dei loro rappresentanti in Consiglio Regionale. Dato in controtendenza rispetto all'Unione è quello dei Democratici di Sinistra, che hanno perso un consigliere passando dal 20,11% del 2000 al 18,60% del 2005 (-1,51).
I partiti che hanno aderito alla Casa delle Libertà, invece, hanno lasciato sul campo sia voti che scranni: se l'Unione dei Democratici Cristiani e di Centro (-2,44 punti) è stato quello che ha avuto perdite più contenute in termini di seggi, Alleanza Nazionale è stata la formazione che ha mantenuto più consensi, passando dal 12,71% all'11,19%. Forza Italia, infine, ha perso 3,21 punti e 3 rappresentanti.

### Analisi territoriale del voto
Ottaviano Del Turco e L'Unione sono stati i più votati in tutte e quattro le province abruzzesi, seguiti da Giovanni Pace e la Casa delle Libertà e da Fabrizio Bosio ed Alternativa Sociale.
A livello comunale, Del Turco ha prevalso in gran parte del Teramano, del Pescarese, nella Conca Aquilana e nel Vastese. Giovanni Pace, invece, è stato il più votato in Val di Sangro, nell'Altopiano di Navelli e nell'Altopiano delle Cinquemiglia.
| Candidati           | Voti e percentuali | Voti e percentuali | Voti e percentuali | Voti e percentuali |
| ------------------- | ------------------ | ------------------ | ------------------ | ------------------ |
| Candidati           | Chieti             | L'Aquila           | Pescara            | Teramo             |
| Ottaviano Del Turco | 128.417 (53,67%)   | 93.858 (55,69%)    | 115.810 (63,33%)   | 108.322 (61,62%)   |
| Giovanni Pace       | 107.720 (45,02%)   | 72.956 (43,29%)    | 65.499 (35,82%)    | 65.372 (37,19%)    |
| Fabrizio Bosio      | 3.140 (1,31%)      | 1.716 (1,02%)      | 1.571 (0,86%)      | 2.090 (1,19%)      |

| Candidati           | Voti e percentuali | Voti e percentuali | Voti e percentuali | Voti e percentuali |
| ------------------- | ------------------ | ------------------ | ------------------ | ------------------ |
| Candidati           | Chieti             | L'Aquila           | Pescara            | Teramo             |
| L'Unione Abruzzo    | 114.618 (52,19%)   | 95.430 (55,11%)    | 110.885 (64,05%)   | 103.922 (61,95%)   |
| Per l'Abruzzo       | 102.566 (46,71%)   | 76.251 (44,03%)    | 61.302 (35,41%)    | 62.216 (37,09%)    |
| Alternativa Sociale | 2.412 (1,10%)      | 1.493 (0,86%)      | 942 (0,54%)        | 1.621 (0,97%)      |